# Piazza del Campidoglio

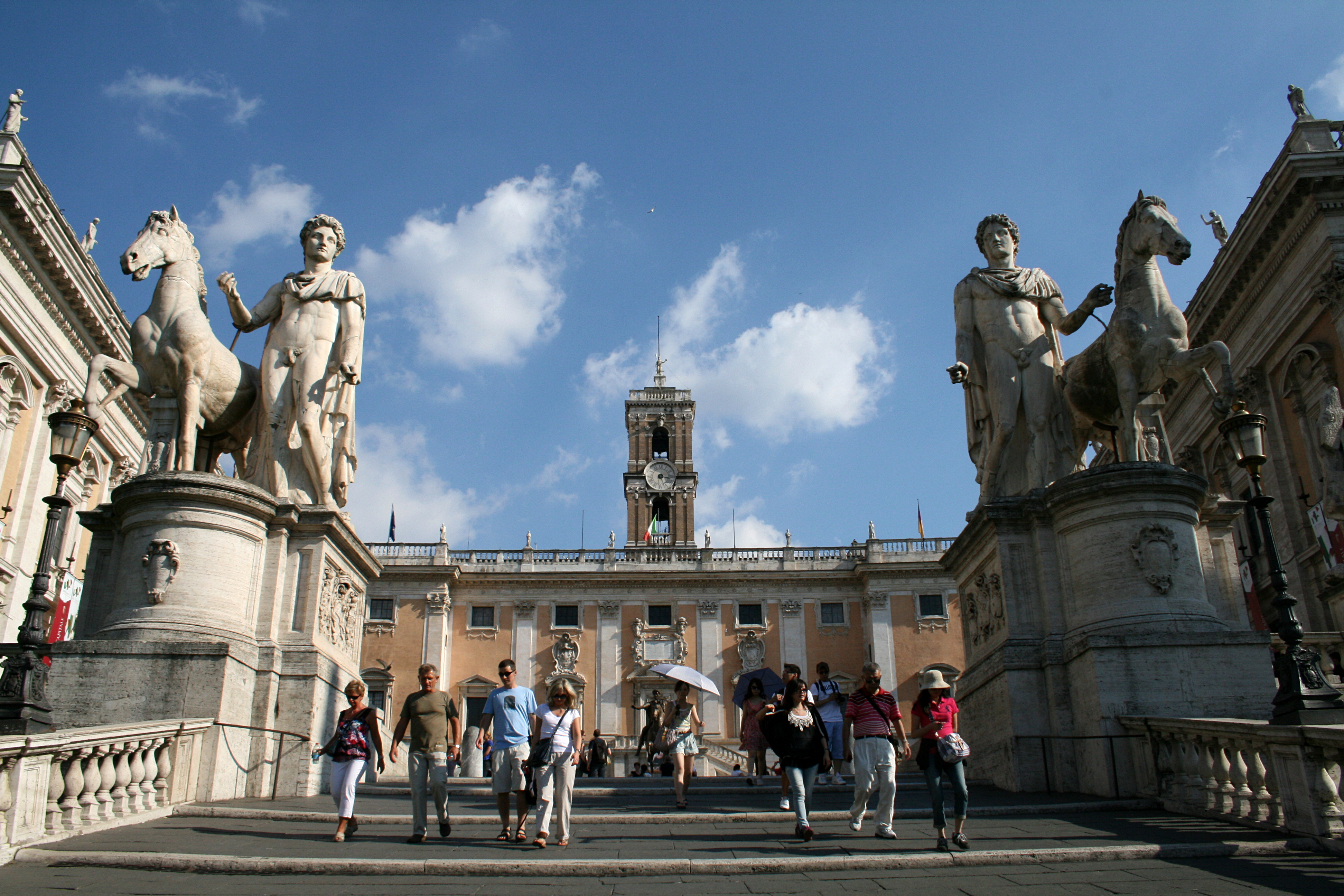
Palazzo Senatorio

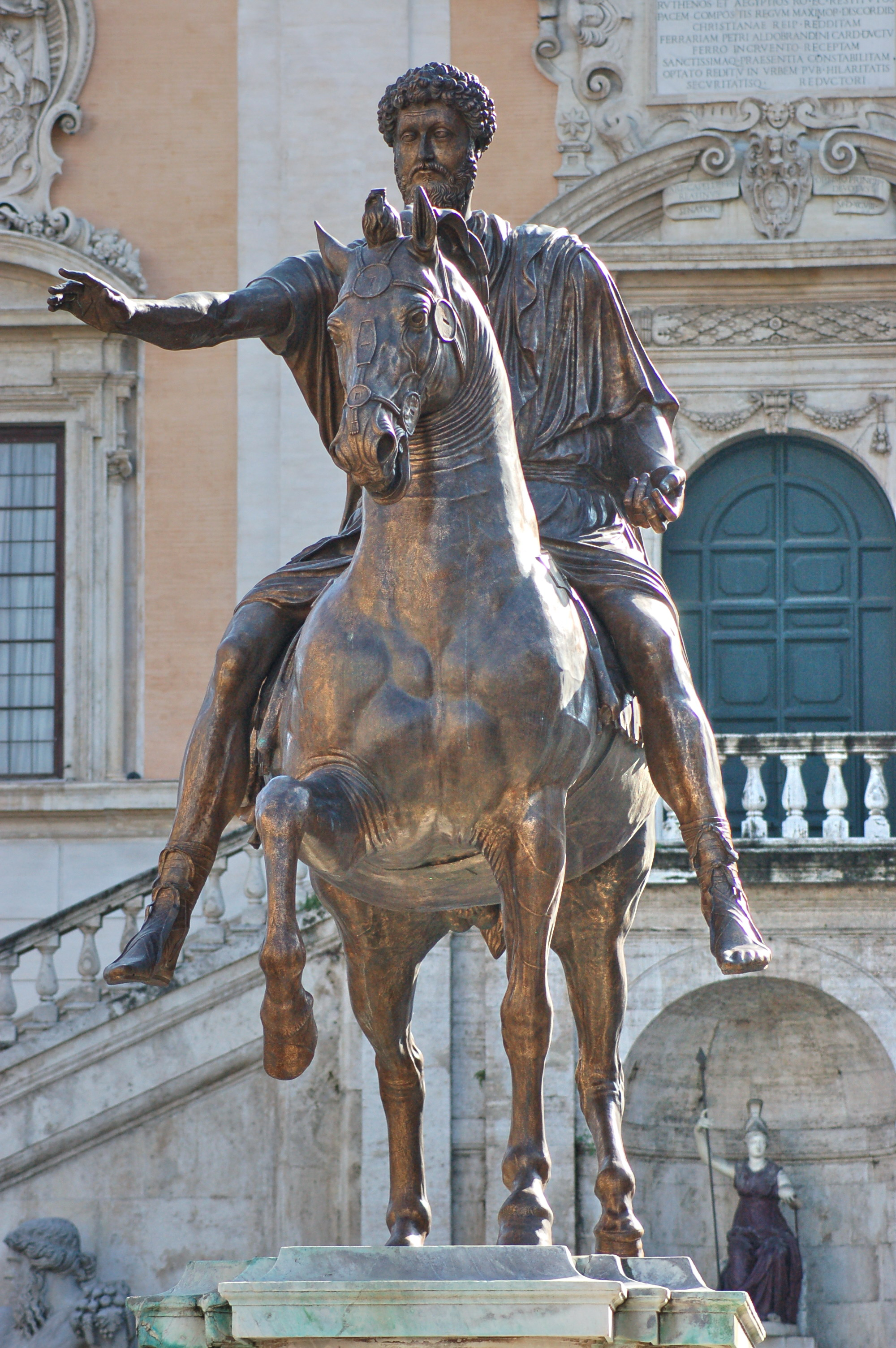
Ruiterstandbeeld van Marcus Aurelius

De Piazza del Campidoglio is een plein op de heuvel Capitolijn in Rome niet ver van het Monument van Victor Emanuel II en de Piazza Venezia.
Het plein is ontworpen door Michelangelo Buonarroti. Het plein is bereikbaar via een grote trap, de Cordonata.
Midden op het plein staat een kopie van het Ruiterstandbeeld van Marcus Aurelius. Aan het plein liggen het Palazzo Senatorio, het stadhuis van Rome, en het Palazzo dei Conservatori en het Palazzo Nuovo, waarin de Capitolijnse Musea gevestigd zijn.